# Storm Thorgerson
Storm Elvin Thorgerson (ur. 28 lutego 1944 w Potters Bar, w hrabstwie Middlesex, zm. 18 kwietnia 2013 w Londynie) – angielski grafik.
Był jednym z członków grupy artystycznej Hipgnosis. Wraz z grupą Hipgnosis zaprojektował wiele znanych i charakterystycznych okładek albumów. Najbardziej znany był ze współpracy z zespołem Pink Floyd.

## Prace
- 10cc:
  - How Dare You (1975)
  - Greatest Hits (1979)

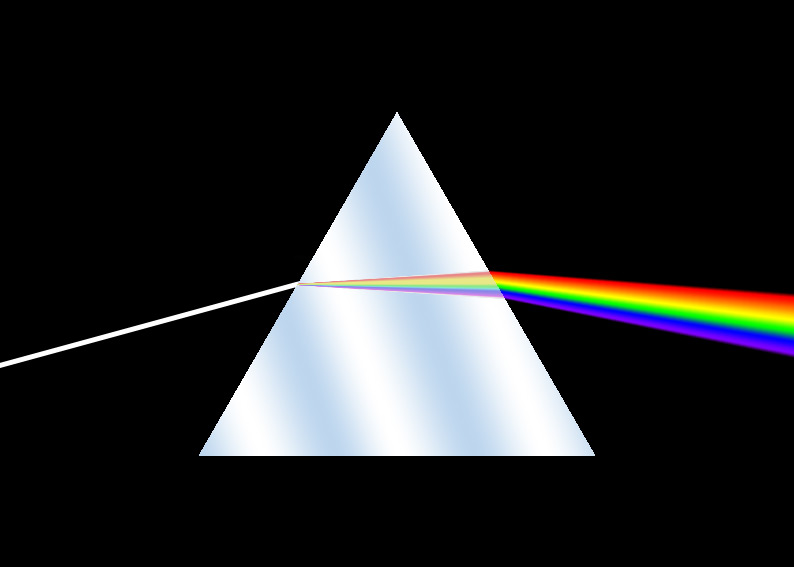
Schemat działania pryzmatu przypominający oryginalną okładkę Dark Side of the Moon grupy Pink Floyd

- AC/DC – Dirty Deeds Done Dirt Cheap (1981)
- Alan Parsons:
  - Try Anything Once (1993)
  - On Air (1996)
  - The Time Machine (1999)
- Audioslave – Audioslave (2002)
- Biffy Clyro:
  - Puzzle (2007)
  - Only Revolutions (2009)
  - Opposites (2013)
- Dream Theater:
  - Falling into Infinity (1997)
  - Once in a Livetime (1998)
  - 5 Years in a Livetime (1998)
  - Octavarium (2005)
- Peter Gabriel:
  - Peter Gabriel (I) (1977)
  - Peter Gabriel (II) (1978)
  - Peter Gabriel (III) (1979)
- Goose – Synrise (2010)[1]
- Phish – Slip Stitch and Pass (1997)
- Pink Floyd:
  - A Saucerful of Secrets (1968)
  - More (1969)
  - Ummagumma (1969)
  - Atom Heart Mother (1970)
  - Meddle (1971)
  - Obscured by Clouds (1972)
  - Dark Side of the Moon (1973)
  - Wish You Were Here (1975)
  - Animals (1977)
  - A Momentary Lapse of Reason (1987)
  - The Division Bell (1994)
  - Pulse (1995)
  - Echoes: The Best of Pink Floyd (2001)
- Richard Wright – Broken China (1995)